# Vương tôn Alexander, Công tước xứ Södermanland
Vương tôn Alexander, Công tước xứ Sodermanland (Alexander Edmund Bertil Bernadotte, sinh ngày 19 tháng 4 năm 2016) là con trưởng và cũng là con trai lớn nhất của Vương tử Carl Philip, Công tước xứ Värmland và Vương tức Sofia, Công tước phu nhân xứ Värmland. Cậu hiện đang đứng thứ 5 trong dòng kế vị ngai vàng của Vương quốc Thụy Điển.

## Ra đời
Hoàng tử Alexander sinh ngày 19 tháng 4 năm 2016 lúc 18:25 tại Bệnh viện Danderyd ở Danderyd, Thụy Điển. 21 phát súng được bắn từ đảo Skeppsholmen vào ngày 20 tháng 4 để chào mừng sự ra đời của Hoàng tử. Tên và tước hiệu của cậu được Vua Carl XVI Gustaf thông báo vào ngày 21 tháng 4 năm 2016 tại một cuộc họp nội bộ.
Hoàng tử Alexander được rửa tội vào ngày 9 tháng 9 năm 2016 tại Nhà nguyện Hoàng gia thuộc Cung điện Drottningholm. Cha mẹ đỡ đầu của Hoàng tử Alexander gồm Thái nữ Victoria, Nữ Công tước xứ Västergötland, Lina Frejd, Victor Magnuson, Jan-Åke Hansson (phù rể của hoàng tử Carl Philip tại đám cưới hoàng gia) và Carja Larsson.

## Tước hiệu
- 19 tháng 4 năm 2016 – 7 tháng 10 năm 2019: His Royal Highness Vương tôn Alexander, Công tước xứ Södermanland Điện hạ
- 7 tháng 10 năm 2019 – nay: Vương tôn Alexander, Công tước xứ Södermanland

Kể từ ngày 7 tháng 10 năm 2019, sau khi Vua Carl XVI Gustaf tuyên bố tinh giảm quy mô gia đình bao gồm các con của Vương tử Carl Philip và Vương nữ Madeleine, vì vậy Vương tôn Alexander không còn sử dụng kính ngữ Royal Highness và không còn phải thực hiện các nhiệm vụ Vương thất nữa.